# Krakovo

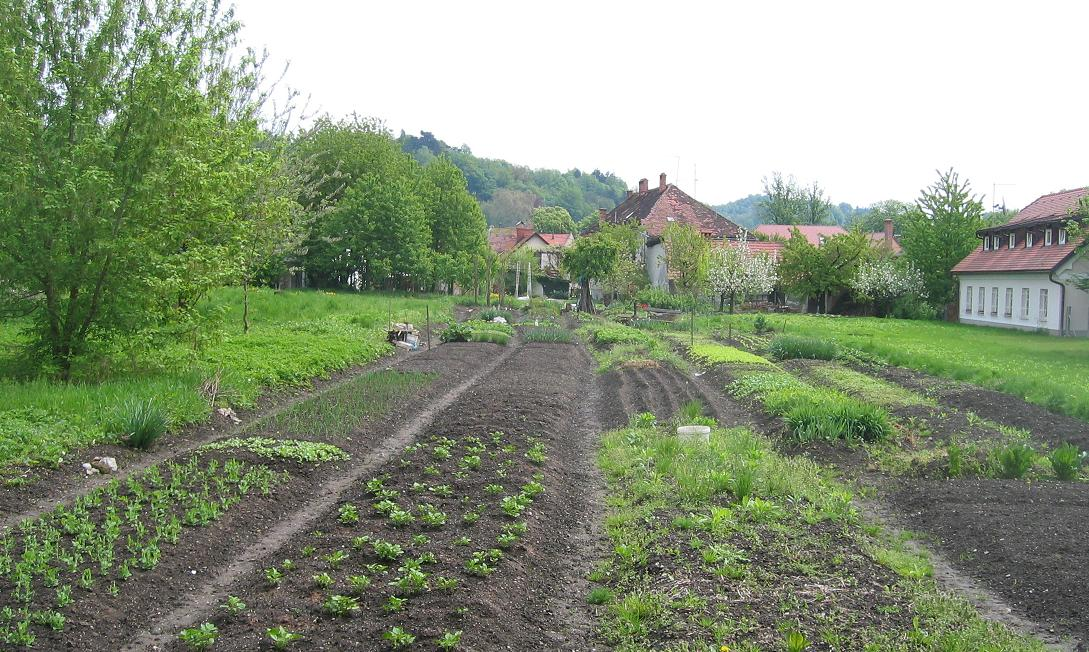
Krakovo słynie z ogródków działkowych jeszcze średniowiecznego pochodzenia.

Krakovo (Krakovsko predmestje tł. krakowskie przedmieście) – część dzielnicy Trnovo, należąca do największych atrakcji turystycznych Lublany i najstarszych części miasta, posiadająca zabytki z czasów rzymskich.

## Historia
Na terenie Krakova znajduje się rzymski mur graniczny (Rimski Zid), pozostałości rzymskich mozaik i złożonego systemu grzewczego, który wyróżnia się jako jedna z atrakcji tego miejsca, a także świadczy o starożytnej, przedsłowiańskiej historii tego terenu (Lublana powstała na miejscu rzymskiej Emony zburzonej przez Hunów). Nazwa Krakovo ma pochodzić od słoweńskiego słowa kraka (odnoga rzeki – współczesne słoweńskie krak to "ramię, ręka", chorwackie kraka "ramię, gałąź", serbskie i bułgarskie крак/krak – "noga" – od ps. postaci *krokъ/*korkъ – "noga" (> stąpnięcie > krok) – stąd polskie: krok, krocze, okrakiem, krokiew, "coś co jest między czymś, wchodzi między coś rozdwojonego, rozwidlonego, rozdzielonego; miejsce między odnogami rozwidlenia" i/lub *kr̥k – "rozwidlenie (stałe, naturalne), przedmiot rozwidlony" – według Jerzego Nalepy nazwa Kraków ma identyczną etymologię) i dowodzić rybackiego pochodzenia wsi o tej nazwie, nazwa pojawia się w 1450 r. de Krakaw. Najstarsze zachowane dokumenty dotyczące Krakova pochodzą z lat 1271, 1277 i 1280 roku, kiedy Krzyżacy zakupili 6 gospodarstw obok rzeki. Wtedy Krakovo było osadą służebną zaopatrującą w świeżą rybę Lublanę. Zgodnie z przywilejem tylko oni mieli prawo do połowu ryb w Lublanicy i dostarczania ich do włodarzy miasta. W 1490 r. urzędowo podzielono Krakovo na górne i dolne (obecna ulica Klazdena). Obecnie głównie dolna część nadal prezentuje swoje oryginalne walory i charakter. Pierwsze dokumenty podające liczbę domostw i mieszkańców pochodzą z 1788 r.: było tam 81 budynków i 617 mieszkańców (całe miasto Lublana liczyło 938 budynków i 10047 mieszkańców) Przed oblężeniem tureckim w 1472 r. zburzonych zostało większość domów leżących poza murami miasta, w tym Krakova, tak by Turcy nie mogli z nich korzystać, o czym świadczy dokument z 1471 roku, przechowywany w Archiwum Historycznym w Lublanie, w którym cesarz Fryderyk III Habsburg nakazuje burzenie podmiejskich domostw.

## Atrakcje

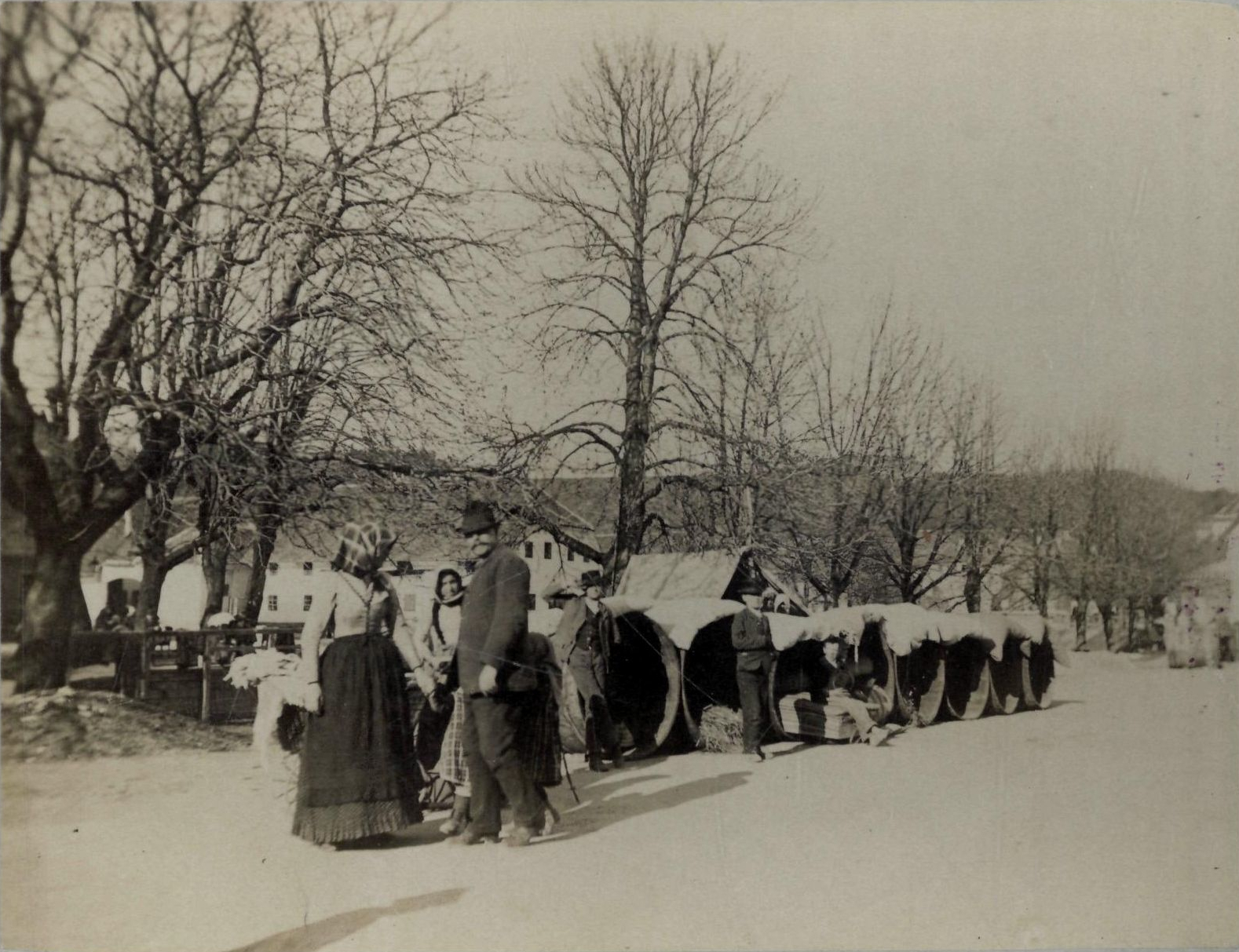
Krakovski nasip po trzęsieniu ziemi, które dotknęło Lublanę w 1895 r.

Zewnętrzny wygląd Krakova niewiele zmienił się od stuleci, uwagę turystów przyciągają m.in. liczne ogrody i ogródki działkowe często pochodzące jeszcze ze średniowiecza, na szczególne polecenie zasługuje ogród Jakopiča (Jakopičev vrt) należący niegdyś do Riharda Jakopiča (1869-1943) najsłynniejszego słoweńskiego impresjonisty.
Do atrakcji tego miejsca należą m.in.:
- Barokowa Krakovska kapelica, której autorem był Candido Zulliani, zawierająca najstarszy w Lublanie chrześcijański posąg, jakim jest płaskorzeźba Madonny z dzieciątkiem na ręku (Krakovska Marija) stanowiąca pierwotnie część tympanonu krzyżackiego kościoła klasztornego z ok. 1260 r.
- Dwa pomniki (kužno znamenje) upamiętniające średniowieczne zarazy
- Krakovski nasip (tł. wał krakowski), usypany w 1809 roku przy okazji budowy kanału na Lublanicy, autorstwa Gabrijela Grubera, będący rodzajem miejskiego deptaka[9]
- Krakovska ulica
- Kladezna (ulica)